# テュアラティン川
テュアラティン川（テュアラティンがわ、英語:  Tualatin River ）は、アメリカ合衆国オレゴン州を流れるウィラメット川の支流である。川の延長は134キロメートル (83 mi) で、ウィラメット・バレーの北西端にあるポートランドの南西から西にかけて広がるテュアラティン・バレーと称する豊沃な農業地帯を潤している。概ね500,000人が流域の15パーセントの面積に寄り集まって居住している。

## 流路
テュアラティン川はノーザン・オレゴン海岸山脈の東斜面に位置する、ウィンディ・ポイント付近に水源をもつ。ワシントン郡のティラムック州有林を皮切りに、クラカマス郡のウェスト・リン近郊でウィラメット川に合流するまで134キロメートル (83 mi) を流れ下る。川は合流点に至るまでに標高610メートル (2,000 ft)から18メートル (60 ft)まで下るが、そのほとんどを初めの24キロメートル (15 mi) で終わらせる。合流点から109キロメートル (68 mi) 上流に位置する非法人共同体のチェリー・グローヴより下流では、比較的平坦なテュアラティン・バレーを西から東へ蛇行しながら進み、わずか67メートル (220 ft) しか流下しない。
源頭から川はおよそ1.6キロメートル (1 mi) 南へ下り、東に転じて右岸側のブラインド・キャビン山地と並行に流れる。すぐに川は高さ12メートル (40 ft) のキアクッツ滝 を流れ落ち、その後に左岸からメイプル川が、つづいて合流点から123.4キロメートル (76.7 mi) 地点でサンディ川が同じく左岸から流入する。次にリー川が左岸から、パッテン川が右岸から流れ込んだ後、川は合流点からおよそ117キロメートル (73 mi) 上流に位置するヒルズボロ貯水池とハインズ滝へたどり着く。ヒルズボロ・リザーバー道路とサウスウェスト・リー・フォールズ道路が連続して、貯水池から左岸側を概ね川に並走してチェリー・グローヴまで走っている。続く区間を、川は右岸側に延びるハガティ山地に沿って流れる。およそ3キロメートル (2 mi) 下ったところで、川はリー滝とリトル・リー滝を連続して超え、チェリー・グローヴを左岸に臨むパットン・バレーの西端部に至る。チェリー・グローヴでは、ローリング・クリーク道路の下を抜けたのち、右岸側からローリング川が流入する。続いてブルース道路とサウスウェスト・Ｓ道路を潜り、左岸からへリング川が合流する。次にノースウェスト・マウント・リッチモンド道路を潜り、続いて合流点からおよそ105キロメートル (65 mi) 上流で左岸からマーサー川が流入する。ブラック・ジャック川が左岸から流れ込んできた後にオレゴン州道47号線の下を抜けると、川はガストンを右岸側に眺めながら流れていく。
ガストンを過ぎると、川は向きを変えて47号線の東側を緩やかに蛇行しながら北上する。右岸からかつてワパト湖が広がっていた場所を流れてくるワパト川が、続いて合流点から97キロメートル (60 mi) の地点で左岸から流域にヘンリー・ハグ湖 を擁するスコギンズ川が流入する。すぐ下流でオニール川が左岸から流れ込み、その後まもなくしてサウスウェスト・スプリング・ヒル道路の下を通過して合流点から92.5キロメートル (57.5 mi) 上流の、左手に非法人共同体のディリーを臨む地点に至ったところで左岸側からディリー川が合流する。ディリーで川は州道から離れて東へと蛇行し、次いでカーペンター川とゲイルズ川が左岸から流入する。川のこの区間では、北側にフォレスト・グローヴの市街が広がる。蛇行しながら概ね東に流れ、サウスウェスト・ファーン・ヒル道路を通過し、左岸側にコーネリアスを、右岸側に非法人共同体のブルーミングを臨みながら合流点よりおよそ84キロメートル (52 mi) 上流でゴルフ・コース道路と交差する。左岸側に広がるヒルズボロ近郊の72キロメートル (45 mi) 地点で、左岸からデイリー川が流入する。ジャクソン・ボトム湿地保護区を蛇行しながら通り抜けた後、川はオレゴン州道219号線（サウスウェスト・ヒルズボロ・ハイウェイ）の下を通り、その下流の合流点から64キロメートル (40 mi) 地点で左岸からジャクソン・スロウ、右岸からデイヴィス川が流れ込む。
合流点から約66キロメートル (41 mi) 上流でミンター・ブリッジ道路を潜り、続いてルード・ブリッジ道路と交差した後、川は右岸側のメリウェザー・ナショナル・ゴルフ・クラブと左岸側のリザーブ・ヴァインヤーズ＆ゴルフ・クラブの狭間をうねりながら通り過ぎる。その間に左岸側からロック川とゴードン川、バターナット川が流入する。向きを南に変え、川はリバー道路を左岸側に見ながら概ね平行に流れる。オレゴン州道10号線と208号線（サウスウェスト・ファーミントン道路）が通るハリス橋を、非法人共同体のファーミントンでくぐりぬける。さらに下ったところで右岸からクリステンセン川とバリス川が流入し、合流点からおよそ64キロメートル (40 mi) で川は東へと流れを戻す。川はすぐに非法人共同体のショールズを通過し、そこで右岸からマクフィー川が流入した後、オレゴン州道210号線が通るショールズ橋の下を通る。合流点から約40キロメートル (25 mi)地点で、川はテュアラティン川国立野生生物保護区へと入っていく。
保護区の中をおよそ6キロメートル (4 mi) 流れた後、川は蛇行しながら非法人共同体のブル・マウンテンの南を通り、ロイ・ロジャー道路の下を抜ける。右岸からチキン川とロック川が流入し、続いてキング・シティでオレゴン州道99W号線（サウスウェスト・パシフィック・ハイウェイ）と交差する。川はアヴァロン公園の南を通り、続いてタイガードのクック公園を左岸に見ながら流れ下り、右岸側に広がるテュアラティン・カントリー・クラブの北の境界を成す。すぐ下流の左岸側からファノ川が流れ込む合流点には、ポートランド・アンド・ウェスタン鉄道が通る鉄道橋と北岸のタイガードおよびダーラムと南岸のテュアラティンをつなぐ人道橋が架かる。左岸のダーラム・シティ公園と右岸のテュアラティン公園の間を抜け、川はもう一つのポートランド・アンド・ウェスタン鉄道の橋梁をくぐる。続いてサウスウェスト・フェリー道路と州間高速道路5号線と交差し、合流点からおよそ13キロメートル (8 mi) 地点でクラカマス郡に入る。
群境を越えてすぐに、川は右岸側にブラウンズ・フェリー公園を、左岸側にカナル・境を越えてすぐに、川は右岸側にブラウンズ・フェリー公園を、左岸側にカナル・エイカーズ公園を臨む 。公園の東端で右岸からサウム川が流れ込み、左岸には河水をオスウィーゴ湖に導くオスウィーゴ運河の入り口が姿を見せる 。続いて左岸側にリバー・ラン公園が現れ、すぐに右岸からエイシー川、左岸側からペカン川が流入する。非法人地域スタッフォードのワンカーズ・コーナー付近でサウスウェスト・スタッフォード道路の下を抜けて、非法人共同体のシャドウッドを通り過ぎる。残り8キロメートル (5 mi) の地点で右岸からウィルソン川が流れ込むと、州間高速道路205号線と交差する。サウスウェスト・ボーランド道路を潜り抜けると、右岸からフィールズ川が流入する。左岸に広がるスウィフト・ショア公園を通り過ぎるとサウスウェスト・ピーツ・マウンテン道路と交差し、左岸側のウィラメット公園を通り過ぎると川はウェスト・リンのコロンビア川との合流点から45キロメートル (28 mi) 上流の地点でウィラメット川と合流する。

### 流量
記録に残る最大流量は、ウェスト・リン流量計における1996年2月10日の 750立方メートル毎秒 (26,400 cu ft/s)、最小流量は同じくウェスト・リンにおける1966年7月30日から8月2日にかけての0.0057立方メートル毎秒 (0.20 cu ft/s) である。これにはオスウィーゴ運河から流出する推定流量100立方メートル毎秒 (3,600 cu ft/s) は含まれていない。 

## 歴史

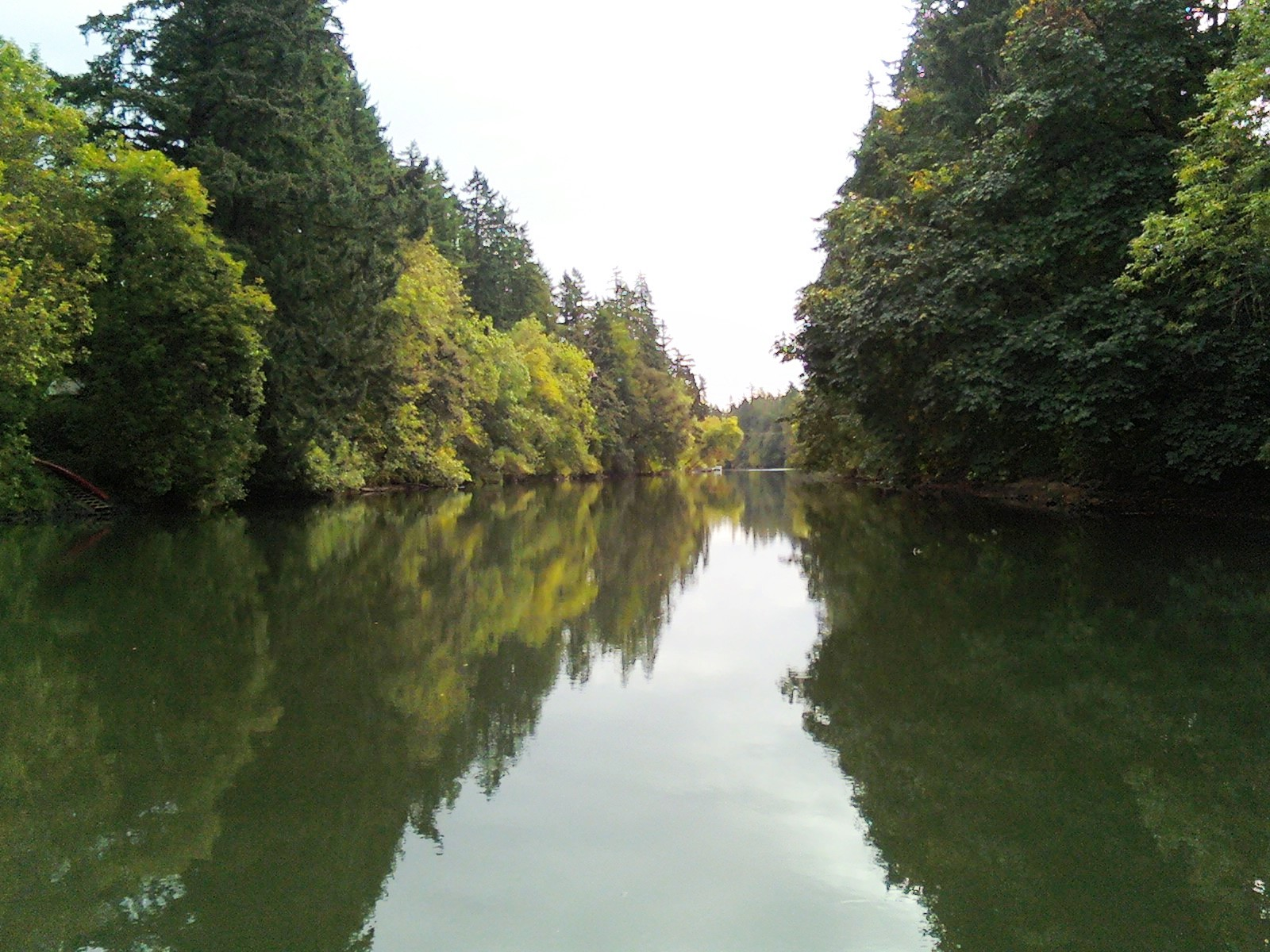
左岸にリバーグローヴ、右岸にテュアラティンを臨むテュアラティン川

テュアラティン川の名称は、テュアラティン・バレーに居住していたネイティブ・アメリカンのアトファラティ族によって名づけられた。その意味は「怠惰な」もしくは「怠け者」とされる。初期の入植者は「クォリティ川」(Quality River)と呼んでいた。
オレゴン開拓の初期段階において、テュアラティン・バレーは重要な農業地帯であった。歴史家は1856年のポートランドとバレーをつなぐ厚板道路、キャニオン・ロードの開通が、この地域の主要都市としてポートランドが台頭した主因の一つと考えている。バレーには天然の湿地が多く存在し、その多くがテュアラティン川野生生物保護区やジャクソン・ボトム湿地保護区などとして保全されている。

## 水質汚染
川の流域面積は約1,840平方キロメートル (712 sq mi) で27の支流が流れ込んでいる  。流域の15パーセントが市街地で、35パーセントが農地、50パーセントが森林である。川は最初の19キロメートル (12 mi) の間に550メートル (1,800 ft) 下るが、残る114キロメートル (71 mi) では76メートル (250 ft) しか標高差がない。これにより、多くの区間で川の流れが緩やかとなり、水質悪化を引き起こす要因となっている。1989年には1972年水質浄化法で定められた基準を超えて汚染が悪化し、地元当局が川の浄化に取り組まざるを得ない事態となった。これにより、テュアラティン川は全面的に水質基準を超過した州で初めての河川となった。